# Henmemet
Henmemet ist als altägyptische Bezeichnung des „königlichen Sonnenvolkes“ bereits in der frühdynastischen Zeit belegt. Insbesondere handelte es sich um die Anhängerschaft des Königs (Pharao), die er auch mit den Synonymen „sein Volk“, „alle Menschen Ägyptens“ und „Menschheit von Ägypten“ betitelte.

## Geschichte
In der frühdynastischen Periode waren mit „Henmemet“ nur die engsten Vertrauten des Königs in seiner unmittelbaren Nähe gemeint, die ihm bei seinem Himmelsaufstieg noch bis zum Ende der 1. Dynastie in den Tod folgten. Entsprechende Massenbestattungen der Königsgefolgschaft sind gut bezeugt, enden jedoch mit Beginn der 2. Dynastie. Die „Henmemet“ übernahmen dabei die mythologische Rolle des Horusgeleits. Während ihres irdischen Lebens stellten die „Henmemet“ in der Bevölkerung daher den Rang als „halbgöttliche Personen“ dar.
In der sozialen Hierarchie bildeten die „Henmemet“ die oberste Klasse, während die Pat als „unterstellte Elite“ angesehen wurde. Auf der untersten Stufe standen die Rechit in ihrer Rolle als „Befehlsempfänger“ und Sinnbild des „unterwürfigen Menschen“.